# Coupe de la Ligue française de football 2007-2008
Navigation
Coupe de la Ligue française 2006-2007 Coupe de la Ligue française 2008-2009
La Coupe de la Ligue de football 2007 - 2008 est la quatorzième édition de la Coupe de la Ligue de football française, organisée par la LFP. Les Girondins de Bordeaux remettent leur titre en jeu. La finale a vu la victoire du Paris Saint-Germain FC sur le RC Lens.

## Déroulement de la compétition
La coupe de la ligue 2007-2008 a suivi la même formule que sa précédente édition : 
- le premier tour oppose les équipes professionnelles de National à quelques équipes de Ligue 2 (selon leurs résultats de la saison passée) ;
- les équipes qualifiées seront opposées au second tour aux équipes restantes de Ligue 2. Il ne reste alors plus que dix équipes professionnelles jouant en Ligue 2 ou en National ;
- en seizième de finale, quatorze matchs voient s'affronter les dix rescapés du premier tour, et dix-huit équipes de Ligue 1. En effet, les deux premiers du dernier championnat, l'Olympique lyonnais et l'Olympique de Marseille, se voient exemptés de ce tour ;
- s'ensuit un tournoi à élimination directe classique, avec les deux exemptés des seizièmes de finale, et les quatorze équipes qualifiées.

Les rencontres sont uniques, sur la pelouse du premier tiré au sort. La finale se tient fin mars au Stade de France. L'ensemble de la compétition se déroule tôt dans le calendrier de la saison, profitant des semaines libres de début de saison et limitant à trois tours le nombre de matchs après la trêve hivernale.

### Premier tour
Participent à ce premier tour :
- trois clubs pro de National qui gardent pour la première année leur statut pro : Créteil, Istres, Tours ;
- deux clubs pro de National à leur deuxième année de statut pro hors-ligue : Laval, Sète ;
- trois clubs tout juste promus en Ligue 2 : Clermont, Boulogne, Angers ;
- deux clubs de Ligue 2 ayant évité la relégation la saison dernière (seizième et dix-septième) : Niort, Libourne-Saint-Seurin.

Ce premier tour a eu lieu le mardi 14 août 2007.
| 14 août 2007 | FC Istres                                                 | 0–4 | Stade lavallois                                                               | 20:00 - Stade Parsemain, Fos-sur-Mer          |                                               |
|              | Sofikitis 22e · Kharbouch 63e · Mesloub 84e · Doumbia 85e |     | Belaud 18e · Buzaré 30e · Kiaku 65e · Laurent 85e · N'Zif 87e · Kisamba 90+3e | Spectateurs : 1 631 Arbitrage : Julian Grelot | Spectateurs : 1 631 Arbitrage : Julian Grelot |
|              | Rapport                                                   |     |                                                                               | Spectateurs : 1 631 Arbitrage : Julian Grelot | Spectateurs : 1 631 Arbitrage : Julian Grelot |

| 14 août 2007 | Libourne-Saint-Seurin             | 1–2 | FC Sète                                                 | 20:00 - Stade Jean-Antoine-Moueix, Libourne   |                                               |
|              | Ba 33e · Kaboré 61e · Benayen 71e |     | Bogaczyk 7e · Bogaczyk 48e · Lecossais 60e · Massot 84e | Spectateurs : 1 232 Arbitrage : Wilfried Bien | Spectateurs : 1 232 Arbitrage : Wilfried Bien |
|              | Rapport                           |     |                                                         | Spectateurs : 1 232 Arbitrage : Wilfried Bien | Spectateurs : 1 232 Arbitrage : Wilfried Bien |

| 14 août 2007 | US Créteil-Lusitanos                    | 0–3 | Clermont Foot                                                            | 20:00 - Stade Dominique-Duvauchelle, Créteil    |                                                 |
|              | Vareilles 39e · Lavoyer 56e · Abbar 86e |     | Diers 10e · Diers 31e · Darchy 56e · Baldé 84e · Chaussidière 86e (pen.) | Spectateurs : 575 Arbitrage : Nicolas Rainville | Spectateurs : 575 Arbitrage : Nicolas Rainville |
|              | Rapport                                 |     |                                                                          | Spectateurs : 575 Arbitrage : Nicolas Rainville | Spectateurs : 575 Arbitrage : Nicolas Rainville |

| 14 août 2007 | Tours FC                    | 1–2 | Chamois niortais FC                     | 20:00 - Stade de la Vallée du Cher, Tours      |                                                |
|              | Koscielny 29e · N'Diaye 29e |     | Rivière 20e · Chapuis 91e · Rivière 92e | Spectateurs : 2 479 Arbitrage : Clément Turpin | Spectateurs : 2 479 Arbitrage : Clément Turpin |
|              | Rapport                     |     |                                         | Spectateurs : 2 479 Arbitrage : Clément Turpin | Spectateurs : 2 479 Arbitrage : Clément Turpin |

| 14 août 2007                                | US Boulogne              | 0–0 a.p.                                                   | SCO Angers | 20:00 - Stade de la Libération, Boulogne/Mer    |                                                 |
|                                             | Rodrigues 47e · Liri 55e |                                                            | Fall 109e  | Spectateurs : 2 535 Arbitrage : Gérald Grégoire | Spectateurs : 2 535 Arbitrage : Gérald Grégoire |
|                                             | Rapport                  |                                                            |            | Spectateurs : 2 535 Arbitrage : Gérald Grégoire | Spectateurs : 2 535 Arbitrage : Gérald Grégoire |
| Carmona · Marcq · Thil · Rodrigues · Ramaré | Tirs au but 4–3          | Brunel · Do Marcolino · Moussi · Ben Khalfallah · Djellabi |            | Spectateurs : 2 535 Arbitrage : Gérald Grégoire | Spectateurs : 2 535 Arbitrage : Gérald Grégoire |

On peut noter la faible affluence pour ce premier tour, avec une moyenne de 1690 spectateurs par match.

### Second tour
Le second tour représente l'entrée en lice de tous les autres clubs de Ligue 2.
Il s'est déroulé le 28 août 2007.
| 28 août 2007 | Le Havre AC                            | 2–0 | LB Châteauroux                             | 20:00 - Stade Jules Deschaseaux, Le Havre     |                                               |
|              | Nikezić 15e · Nikezić 51e · Hoarau 83e |     | Viator 53e · El Jadeyaoui 71e · Sidibé 75e | Spectateurs : 4 867 Arbitrage : Jérôme Auroux | Spectateurs : 4 867 Arbitrage : Jérôme Auroux |
|              | Rapport                                |     |                                            | Spectateurs : 4 867 Arbitrage : Jérôme Auroux | Spectateurs : 4 867 Arbitrage : Jérôme Auroux |

| 28 août 2007                               | Montpellier HSC                                       | 1–1 a.p.                             | Dijon FCO                                                                             | 20:00 - Stade de la Mosson, Montpellier         |                                                 |
|                                            | Yanga-Mbiwa 75e · Camara 88e · Camara 88e · Malm 106e |                                      | Larcier 34e · Lotiès 36e · Tacalfred 39e · Zywiecki 92e · Robail 119e · Zywiecki 120e | Spectateurs : 3 682 Arbitrage : Stéphane Djouzi | Spectateurs : 3 682 Arbitrage : Stéphane Djouzi |
|                                            | Rapport                                               |                                      |                                                                                       | Spectateurs : 3 682 Arbitrage : Stéphane Djouzi | Spectateurs : 3 682 Arbitrage : Stéphane Djouzi |
| Lacombe · Dzodic · Camara · Montaño · Malm | Tirs au but 4–2                                       | Lotiès · Linarès · Tacalfred · Poyet |                                                                                       | Spectateurs : 3 682 Arbitrage : Stéphane Djouzi | Spectateurs : 3 682 Arbitrage : Stéphane Djouzi |

| 28 août 2007 | ES Troyes AC                | 2–0 | FC Gueugnon | 20:00 - Stade de l'Aube, Troyes               |                                               |
|              | Amzine 81e · Kébé 44e 90+2e |     | Adam 88e    | Spectateurs : 6 332 Arbitrage : Philippe Chat | Spectateurs : 6 332 Arbitrage : Philippe Chat |
|              | Rapport                     |     |             | Spectateurs : 6 332 Arbitrage : Philippe Chat | Spectateurs : 6 332 Arbitrage : Philippe Chat |

| 28 août 2007 | FC Nantes                                | 1–0 | CS Sedan-Ardennes                       | 17:00 - La Beaujoire, Nantes                     |                                                  |
|              | De Freitas 16e · Keserü 60e · Keserü 64e |     | Bonnet 10e · Traoré 59e · Boutabout 89e | Spectateurs : 10 593 Arbitrage : Stéphane Lannoy | Spectateurs : 10 593 Arbitrage : Stéphane Lannoy |
|              | Rapport                                  |     |                                         | Spectateurs : 10 593 Arbitrage : Stéphane Lannoy | Spectateurs : 10 593 Arbitrage : Stéphane Lannoy |

| 28 août 2007                                | Amiens SC       | 1–1 a.p.                                     | EA Guingamp  | 20:00 - Stade de la Licorne, Amiens            |                                                |
|                                             | Giresse 42e     |                                              | Savinaud 55e | Spectateurs : 3 218 Arbitrage : Gaël Lecellier | Spectateurs : 3 218 Arbitrage : Gaël Lecellier |
|                                             | Rapport         |                                              |              | Spectateurs : 3 218 Arbitrage : Gaël Lecellier | Spectateurs : 3 218 Arbitrage : Gaël Lecellier |
| Traoré · Giresse · Deruda · Buron · Contout | Tirs au but 3–2 | Eduardo · Deroff · Pelé · Talhaoui · Helegbe |              | Spectateurs : 3 218 Arbitrage : Gaël Lecellier | Spectateurs : 3 218 Arbitrage : Gaël Lecellier |

| 28 août 2007 | AC Ajaccio                                       | 1–2 | Clermont Foot                   | 20:00 - Stade François-Coty, Ajaccio           |                                                |
|              | Mandrichi 20e (pen.) · Keita 34e · Mandrichi 66e |     | Carlier 80e 87e · Abdoulaye 66e | Spectateurs : 1 039 Arbitrage : Didier Falcone | Spectateurs : 1 039 Arbitrage : Didier Falcone |
|              | Rapport                                          |     |                                 | Spectateurs : 1 039 Arbitrage : Didier Falcone | Spectateurs : 1 039 Arbitrage : Didier Falcone |

| 28 août 2007 | US Boulogne                                     | 2–0 | Stade de Reims                                       | 20:00 - Stade de la Libération, Boulogne/Mer  |                                               |
|              | Perrinelle 29e · Thil 37e (pen.) · Lecointe 82e |     | Kermorgant 26e · Baldé 35e · Assous 38e · Cherfa 70e | Spectateurs : 2 932 Arbitrage : Cédric Cotrel | Spectateurs : 2 932 Arbitrage : Cédric Cotrel |
|              | Rapport                                         |     |                                                      | Spectateurs : 2 932 Arbitrage : Cédric Cotrel | Spectateurs : 2 932 Arbitrage : Cédric Cotrel |

| 28 août 2007 | Chamois niortais FC           | 1–0 | Grenoble Foot | 20:00 - Stade René-Gaillard, Niort           |                                              |
|              | Jacuzzi 84e · Périatambée 89e |     |               | Spectateurs : 3 529 Arbitrage : Pascal Vileo | Spectateurs : 3 529 Arbitrage : Pascal Vileo |
|              | Rapport                       |     |               | Spectateurs : 3 529 Arbitrage : Pascal Vileo | Spectateurs : 3 529 Arbitrage : Pascal Vileo |

| 28 août 2007                                        | FC Sète                                        | 2–2 a.p.                                                      | Stade brestois         | 20:00 - Stade Louis-Michel, Sète           |                                            |
|                                                     | Aït Ouarab 55e · Bogaczyk 77e · Llorente 90+1e |                                                               | Ayité 26e · Collet 84e | Spectateurs : 810 Arbitrage : Ruddy Buquet | Spectateurs : 810 Arbitrage : Ruddy Buquet |
|                                                     | Rapport                                        |                                                               |                        | Spectateurs : 810 Arbitrage : Ruddy Buquet | Spectateurs : 810 Arbitrage : Ruddy Buquet |
| Costa · Rouve · Massot · Nouar · Rambier · Llorente | Tirs au but 5–6                                | De Carvalho · Casartelli · Stinat · Ayité · Jeannel · Bourgis |                        | Spectateurs : 810 Arbitrage : Ruddy Buquet | Spectateurs : 810 Arbitrage : Ruddy Buquet |

| 28 août 2007 | Stade lavallois             | 3–1 | SC Bastia                           | 20:00 - Francis Le Basser, Laval                 |                                                  |
|              | Vauvy 35e 57e · Biakolo 75e |     | Cahuzac 32e · Harek 64e · Maire 85e | Spectateurs : 3 641 Arbitrage : Dominique Fraise | Spectateurs : 3 641 Arbitrage : Dominique Fraise |
|              | Rapport                     |     |                                     | Spectateurs : 3 641 Arbitrage : Dominique Fraise | Spectateurs : 3 641 Arbitrage : Dominique Fraise |

### Seizièmes de finale
Les seizièmes de finale voient l'entrée dans la compétition des équipes de Ligue 1, sauf l'Olympique lyonnais et l'Olympique de Marseille, participant à la Ligue des champions, qui sont exemptés. 
Les rencontres se sont déroulées les mardi 25, mercredi 26 septembre et jeudi 27 septembre 2007.
| 25 septembre 2007 | AS Nancy-Lorraine                                                                     | 3–0 | US Boulogne | 19:00 - Stade Marcel-Picot, Tomblaine          |                                                |
|                   | Curbelo 45e · Puygrenier 70e · Dia 87e · Curbelo 21e · Guerriero 42e · Biancalani 82e |     |             | Spectateurs : 13 344 Arbitrage : Bruno Ruffray | Spectateurs : 13 344 Arbitrage : Bruno Ruffray |
|                   | Rapport                                                                               |     |             | Spectateurs : 13 344 Arbitrage : Bruno Ruffray | Spectateurs : 13 344 Arbitrage : Bruno Ruffray |

| 25 septembre 2007 | Stade brestois                                                                                            | 1–2 a.p. | Montpellier HSC                                                 | 20:00 - Stade Francis-Le Blé, Brest           |                                               |
|                   | De Carvalho 59e · Casartelli 26e · Ayité 45+1e · Collet 80e · Jeannel 81e · De Carvalho 97e · Guegan 120e |          | Montaño 30e 105e · Dzodic 45+1e · Oliseh 80e · Yanga-Mbiwa 115e | Spectateurs : 6 060 Arbitrage : Philippe Kalt | Spectateurs : 6 060 Arbitrage : Philippe Kalt |
|                   | Rapport                                                                                                   |          |                                                                 | Spectateurs : 6 060 Arbitrage : Philippe Kalt | Spectateurs : 6 060 Arbitrage : Philippe Kalt |

| 25 septembre 2007 | Chamois niortais FC                  | 3–2 a.p. | Le Havre AC                                             | 20:00 - Stade René-Gaillard, Niort                    |                                                       |
|                   | Rivière 30e 66e 102e · Pontdemé 104e |          | Mézague 22e · Nikezić 81e · Henin 117e · Laurant 120+1e | Spectateurs : 3 551 Arbitrage : Jean-Charles Cailleux | Spectateurs : 3 551 Arbitrage : Jean-Charles Cailleux |
|                   | Rapport                              |          |                                                         | Spectateurs : 3 551 Arbitrage : Jean-Charles Cailleux | Spectateurs : 3 551 Arbitrage : Jean-Charles Cailleux |

| 25 septembre 2007 | AJ Auxerre                                                   | 1–0 a.p. | AS Saint-Étienne | 21:00 - Stade de l'Abbé-Deschamps, Auxerre |                                            |
|                   | S. Traoré 100e · Kahlenberg 43e · Lesage 75e · Pedretti 101e |          | Tiené 32e, 67e   | Spectateurs : 6 864 Arbitrage : Bruno Coué | Spectateurs : 6 864 Arbitrage : Bruno Coué |
|                   | Rapport                                                      |          |                  | Spectateurs : 6 864 Arbitrage : Bruno Coué | Spectateurs : 6 864 Arbitrage : Bruno Coué |

| 26 septembre 2007 | RC Lens                    | 1–0 | Lille OSC                               | 17:00 - Stade de la Licorne, Amiens            |                                                |
|                   | Pieroni 6e · Dindane 45+1e |     | Marić 26e · Debuchy 32e · Franquart 55e | Spectateurs : 6 747 Arbitrage : Bertrand Layec | Spectateurs : 6 747 Arbitrage : Bertrand Layec |
|                   | Rapport                    |     |                                         | Spectateurs : 6 747 Arbitrage : Bertrand Layec | Spectateurs : 6 747 Arbitrage : Bertrand Layec |

| 26 septembre 2007 | Clermont Foot              | 0–1 a.p. | Stade rennais FC                                  | 20:00 - Stade Gabriel-Montpied, Clermont-Ferrand |                                               |
|                   | Hamdani 35e · Miennel 110e |          | Thomert 113e · Pagis 43e · Briand 95e · Luzi 118e | Spectateurs : 6 000 Arbitrage : Sandryk Biton    | Spectateurs : 6 000 Arbitrage : Sandryk Biton |
|                   | Rapport                    |          |                                                   | Spectateurs : 6 000 Arbitrage : Sandryk Biton    | Spectateurs : 6 000 Arbitrage : Sandryk Biton |

| 26 septembre 2007 | FC Lorient | 0–3 | Paris SG                                 | 21:00 - Stade du Moustoir, Lorient             |                                                |
|                   | Abriel 68e |     | N'Gog 22e 43e · Pauleta 86e · Rothen 44e | Spectateurs : 8 189 Arbitrage : Damien Ledentu | Spectateurs : 8 189 Arbitrage : Damien Ledentu |
|                   | Rapport    |     |                                          | Spectateurs : 8 189 Arbitrage : Damien Ledentu | Spectateurs : 8 189 Arbitrage : Damien Ledentu |

| 25 septembre 2007 | Valenciennes FC                                | 2–1 | FC Sochaux | 21:00 - Stade Nungesser, Valenciennes         |                                               |
|                   | Mater 22e · Audel 50e · Sebo 61e · Mater 90+2e |     | Isabey 48e | Spectateurs : 4 572 Arbitrage : Fredy Fautrel | Spectateurs : 4 572 Arbitrage : Fredy Fautrel |
|                   | Rapport                                        |     |            | Spectateurs : 4 572 Arbitrage : Fredy Fautrel | Spectateurs : 4 572 Arbitrage : Fredy Fautrel |

| 26 septembre 2007 | Stade lavallois | 0–1 | Le Mans UC                                 | 21:00 - Stade Francis-Le-Basser, Laval       |                                              |
|                   |                 |     | Gervinho 57e · Ib. Camara 58e · Matsui 87e | Spectateurs : 6 758 Arbitrage : Stéphane Bré | Spectateurs : 6 758 Arbitrage : Stéphane Bré |
|                   | Rapport         |     |                                            | Spectateurs : 6 758 Arbitrage : Stéphane Bré | Spectateurs : 6 758 Arbitrage : Stéphane Bré |

| 26 septembre 2007 | Girondins de Bordeaux      | 1–2 | FC Metz                                                                                 | 21:00 - Stade Jean-Antoine-Moueix, Libourne      |                                                  |
|                   | Obertan 3e · Cavenaghi 48e |     | Barbosa 50e · B. Gueye 77e · Barbosa 12e · Cubilier 26e · C. Gueye 56e · Effa-Owona 70e | Spectateurs : 3 000 Arbitrage : Hervé Piccirillo | Spectateurs : 3 000 Arbitrage : Hervé Piccirillo |
|                   | Rapport                    |     |                                                                                         | Spectateurs : 3 000 Arbitrage : Hervé Piccirillo | Spectateurs : 3 000 Arbitrage : Hervé Piccirillo |

| 26 septembre 2007                   | Toulouse FC                                                              | 3–3 a.p.                              | SM Caen                                                                                  | 21:00 - Stade Ernest-Wallon, Toulouse        |                                              |
|                                     | Sirieix 30e · Fabinho 45+1e 93e · Sirieix 42e · Fabinho 66e · Gignac 90e |                                       | Grandin 14e · Florentin 53e · Samson 119e · Hengbart 50e · R. Gomis 90e · O. N'Diaye 61e | Spectateurs : 5 540 Arbitrage : Saïd Ennjimi | Spectateurs : 5 540 Arbitrage : Saïd Ennjimi |
|                                     | Rapport                                                                  |                                       |                                                                                          | Spectateurs : 5 540 Arbitrage : Saïd Ennjimi | Spectateurs : 5 540 Arbitrage : Saïd Ennjimi |
| Ebondo · Gignac · Mansaré · Batlles | Tirs au but 2–4                                                          | Hengbart · Samson · S. Zubar · Compan |                                                                                          | Spectateurs : 5 540 Arbitrage : Saïd Ennjimi | Spectateurs : 5 540 Arbitrage : Saïd Ennjimi |

| 26 septembre 2007 | ES Troyes AC | 0–1 | OGC Nice | 21:00 - Stade de l'Aube, Troyes                |                                                |
|                   |              |     | Job 11e  | Spectateurs : 4 842 Arbitrage : Thierry Auriac | Spectateurs : 4 842 Arbitrage : Thierry Auriac |
|                   | Rapport      |     |          | Spectateurs : 4 842 Arbitrage : Thierry Auriac | Spectateurs : 4 842 Arbitrage : Thierry Auriac |

| 26 septembre 2007 | RC Strasbourg        | 0–2 | Amiens SC                                | 21:00 - Stade de la Meinau, Strasbourg           |                                                  |
|                   | Abou Moslem 50e, 76e |     | B.Traoré 58e · Kadir 90+2e · Johnson 19e | Spectateurs : 4 074 Arbitrage : Alexandre Castro | Spectateurs : 4 074 Arbitrage : Alexandre Castro |
|                   | Rapport              |     |                                          | Spectateurs : 4 074 Arbitrage : Alexandre Castro | Spectateurs : 4 074 Arbitrage : Alexandre Castro |

| 27 septembre 2007 | FC Nantes                           | 2–3 | AS Monaco                                                 | 20:50 - Stade Jean-Bouin, Angers             |                                              |
|                   | Keșerü 14e · Heinz 35e · Keșerü 44e |     | Nenê 48e (pen.) 71e · Gakpé 53e · Adriano 30e · Cufré 60e | Spectateurs : 7 944 Arbitrage : Tony Chapron | Spectateurs : 7 944 Arbitrage : Tony Chapron |
|                   | Rapport                             |     |                                                           | Spectateurs : 7 944 Arbitrage : Tony Chapron | Spectateurs : 7 944 Arbitrage : Tony Chapron |

### Tableau final
À partir de ce stade de la compétition, il n'y a plus de tirage au sort et les équipes savent déjà contre qui elles vont jouer si elles passent le tour.
Le tirage au sort de ce tableau final a eu lieu le lundi 1er octobre 2007 au siège de France Télévisions.
|  | Huitièmes de finale                         | Huitièmes de finale                    |            |      | Quarts de finale               | Quarts de finale               |  |  | Demi-finales                        | Demi-finales                        |  |  | Finale                    | Finale                    |
|  | Huitièmes de finale                         | Huitièmes de finale                    |            |      | Quarts de finale               | Quarts de finale               |  |  | Demi-finales                        | Demi-finales                        |  |  | Finale                    | Finale                    |
|  |                                             |                                        |            |      |                                |                                |  |  |                                     |                                     |  |  |                           |                           |
|  | 1er novembre - Stade René-Gaillard          | 1er novembre - Stade René-Gaillard     |            |      | 16 janvier - Stade Léon-Bollée | 16 janvier - Stade Léon-Bollée |  |  | 27 février - Stade Léon-Bollée (ap) | 27 février - Stade Léon-Bollée (ap) |  |  | 29 mars - Stade de France | 29 mars - Stade de France |
|  | 1er novembre - Stade René-Gaillard          | 1er novembre - Stade René-Gaillard     |            |      | 16 janvier - Stade Léon-Bollée | 16 janvier - Stade Léon-Bollée |  |  | 27 février - Stade Léon-Bollée (ap) | 27 février - Stade Léon-Bollée (ap) |  |  | 29 mars - Stade de France | 29 mars - Stade de France |
|  | Chamois niortais                            | 0                                      |            |      | 16 janvier - Stade Léon-Bollée | 16 janvier - Stade Léon-Bollée |  |  | 27 février - Stade Léon-Bollée (ap) | 27 février - Stade Léon-Bollée (ap) |  |  | 29 mars - Stade de France | 29 mars - Stade de France |
|  | Chamois niortais                            | 0                                      |            |      | 16 janvier - Stade Léon-Bollée | 16 janvier - Stade Léon-Bollée |  |  | 27 février - Stade Léon-Bollée (ap) | 27 février - Stade Léon-Bollée (ap) |  |  | 29 mars - Stade de France | 29 mars - Stade de France |
|  | Le Mans UC                                  | 3                                      |            |      | 16 janvier - Stade Léon-Bollée | 16 janvier - Stade Léon-Bollée |  |  | 27 février - Stade Léon-Bollée (ap) | 27 février - Stade Léon-Bollée (ap) |  |  | 29 mars - Stade de France | 29 mars - Stade de France |
|  | Le Mans UC                                  | 3                                      | Le Mans UC | 1    |                                |                                |  |  | 27 février - Stade Léon-Bollée (ap) | 27 février - Stade Léon-Bollée (ap) |  |  | 29 mars - Stade de France | 29 mars - Stade de France |
|  | 31 octobre - Stade Michel-d'Ornano          |                                        | Le Mans UC | 1    |                                |                                |  |  | 27 février - Stade Léon-Bollée (ap) | 27 février - Stade Léon-Bollée (ap) |  |  | 29 mars - Stade de France | 29 mars - Stade de France |
|  |                                             | Olympique lyonnais                     | 0          |      |                                |                                |  |  | 27 février - Stade Léon-Bollée (ap) | 27 février - Stade Léon-Bollée (ap) |  |  | 29 mars - Stade de France | 29 mars - Stade de France |
|  | SM Caen                                     | Olympique lyonnais                     | 0          | 1    |                                |                                |  |  | 27 février - Stade Léon-Bollée (ap) | 27 février - Stade Léon-Bollée (ap) |  |  | 29 mars - Stade de France | 29 mars - Stade de France |
|  | SM Caen                                     | 16 janvier - Stade Félix-Bollaert      |            | 1    |                                |                                |  |  | 27 février - Stade Léon-Bollée (ap) | 27 février - Stade Léon-Bollée (ap) |  |  | 29 mars - Stade de France | 29 mars - Stade de France |
|  | Olympique lyonnais                          | 3                                      |            |      |                                |                                |  |  | 27 février - Stade Léon-Bollée (ap) | 27 février - Stade Léon-Bollée (ap) |  |  | 29 mars - Stade de France | 29 mars - Stade de France |
|  | Olympique lyonnais                          | 3                                      | Le Mans UC | 4    |                                |                                |  |  |                                     |                                     |  |  | 29 mars - Stade de France | 29 mars - Stade de France |
|  | 31 octobre - Stade Louis-II                 |                                        | Le Mans UC | 4    |                                |                                |  |  |                                     |                                     |  |  | 29 mars - Stade de France | 29 mars - Stade de France |
|  |                                             | RC Lens                                | 5          |      |                                |                                |  |  |                                     |                                     |  |  | 29 mars - Stade de France | 29 mars - Stade de France |
|  | AS Monaco                                   | RC Lens                                | 5          | 1    |                                |                                |  |  |                                     |                                     |  |  | 29 mars - Stade de France | 29 mars - Stade de France |
|  | AS Monaco                                   | 26 février - Parc des Princes          |            | 1    |                                |                                |  |  |                                     |                                     |  |  | 29 mars - Stade de France | 29 mars - Stade de France |
|  | RC Lens                                     | 2                                      |            |      |                                |                                |  |  |                                     |                                     |  |  | 29 mars - Stade de France | 29 mars - Stade de France |
|  | RC Lens                                     | 2                                      | RC Lens    | 3    |                                |                                |  |  |                                     |                                     |  |  | 29 mars - Stade de France | 29 mars - Stade de France |
|  | 30 octobre - Stade Marcel-Picot             |                                        | RC Lens    | 3    |                                |                                |  |  |                                     |                                     |  |  | 29 mars - Stade de France | 29 mars - Stade de France |
|  |                                             | AS Nancy-Lorraine                      | 0          |      |                                |                                |  |  |                                     |                                     |  |  | 29 mars - Stade de France | 29 mars - Stade de France |
|  | AS Nancy-Lorraine                           | AS Nancy-Lorraine                      | 0          | 1    |                                |                                |  |  |                                     |                                     |  |  | 29 mars - Stade de France | 29 mars - Stade de France |
|  | AS Nancy-Lorraine                           | 16 janvier - Parc des Princes          |            | 1    |                                |                                |  |  |                                     |                                     |  |  | 29 mars - Stade de France | 29 mars - Stade de France |
|  | Amiens SC                                   | 0                                      |            |      |                                |                                |  |  |                                     |                                     |  |  | 29 mars - Stade de France | 29 mars - Stade de France |
|  | Amiens SC                                   | 0                                      | RC Lens    | 1    |                                |                                |  |  |                                     |                                     |  |  |                           |                           |
|  | 31 octobre - Parc des Princes               |                                        | RC Lens    | 1    |                                |                                |  |  |                                     |                                     |  |  |                           |                           |
|  |                                             | Paris SG                               | 2          |      |                                |                                |  |  |                                     |                                     |  |  |                           |                           |
|  | Paris SG                                    | Paris SG                               | 2          | 2    |                                |                                |  |  |                                     |                                     |  |  |                           |                           |
|  | Paris SG                                    |                                        |            | 2    |                                |                                |  |  |                                     |                                     |  |  |                           |                           |
|  | Montpellier HSC                             | 0                                      |            |      |                                |                                |  |  |                                     |                                     |  |  |                           |                           |
|  | Montpellier HSC                             | 0                                      | Paris SG   | 4    |                                |                                |  |  |                                     |                                     |  |  |                           |                           |
|  | 31 octobre - Stade de la route de Lorient   |                                        | Paris SG   | 4    |                                |                                |  |  |                                     |                                     |  |  |                           |                           |
|  |                                             | Valenciennes FC                        | 0          |      |                                |                                |  |  |                                     |                                     |  |  |                           |                           |
|  | Stade rennais FC                            | Valenciennes FC                        | 0          | 0    |                                |                                |  |  |                                     |                                     |  |  |                           |                           |
|  | Stade rennais FC                            | 16 janvier - Stade de l'Abbé-Deschamps |            | 0    |                                |                                |  |  |                                     |                                     |  |  |                           |                           |
|  | Valenciennes FC                             | 2                                      |            |      |                                |                                |  |  |                                     |                                     |  |  |                           |                           |
|  | Valenciennes FC                             | 2                                      | Paris SG   | 3    |                                |                                |  |  |                                     |                                     |  |  |                           |                           |
|  | 30 octobre - Stade de l'Abbé-Deschamps (ap) |                                        | Paris SG   | 3    |                                |                                |  |  |                                     |                                     |  |  |                           |                           |
|  |                                             | AJ Auxerre                             | 2          |      |                                |                                |  |  |                                     |                                     |  |  |                           |                           |
|  | AJ Auxerre                                  | AJ Auxerre                             | 2          | 6    |                                |                                |  |  |                                     |                                     |  |  |                           |                           |
|  | AJ Auxerre                                  |                                        |            | 6    |                                |                                |  |  |                                     |                                     |  |  |                           |                           |
|  | OGC Nice                                    | 2                                      |            |      |                                |                                |  |  |                                     |                                     |  |  |                           |                           |
|  | OGC Nice                                    | 2                                      | AJ Auxerre | 1    |                                |                                |  |  |                                     |                                     |  |  |                           |                           |
|  | 30 octobre - Stade Vélodrome (tab)          |                                        | AJ Auxerre | 1    |                                |                                |  |  |                                     |                                     |  |  |                           |                           |
|  |                                             | Olympique de Marseille                 | 0          |      |                                |                                |  |  |                                     |                                     |  |  |                           |                           |
|  | Olympique de Marseille                      | Olympique de Marseille                 | 0          | 2(5) |                                |                                |  |  |                                     |                                     |  |  |                           |                           |
|  | Olympique de Marseille                      |                                        |            | 2(5) |                                |                                |  |  |                                     |                                     |  |  |                           |                           |
|  | FC Metz                                     | 2(4)                                   |            |      |                                |                                |  |  |                                     |                                     |  |  |                           |                           |
|  | FC Metz                                     | 2(4)                                   |            |      |                                |                                |  |  |                                     |                                     |  |  |                           |                           |

#### Tirage au sort
Les huitièmes de finale voient l'arrivée de l'Olympique lyonnais et de l'Olympique de Marseille, deux premiers du dernier championnat, qualifiés directement pour la phase de poules de la Ligue des champions. Ils font partie des quatre têtes de séries, selon le classement du dernier championnat :
1. Olympique lyonnais (1/16 : exempt)
2. Olympique de Marseille (1/16 : exempt)
3. Toulouse Football Club (1/16 : éliminé par Caen)
4. Stade rennais (1/16 : vainqueur de Clermont)
5. Racing Club de Lens (1/16 : vainqueur de Lille)

Chacune de ces têtes de séries se voient attribuer un quart du tableau et ne peuvent donc pas s'affronter entre elles avant les demi-finales. En huitièmes de finale, deux de ces têtes de série jouent à domicile, deux à l'extérieur.
Les douze autres clubs sont également répartis sans distinction aucune entre eux ; la moitié joue à domicile son huitième de finale, l'autre à l'extérieur.

### Huitièmes de finale
| 30 octobre 2007 | AS Nancy-Lorraine                            | 1–0 | Amiens SC | 19:00 - Stade Marcel-Picot, Tomblaine       |                                             |
| 19:00           | Zerka 14e (pen.) · Curbelo 50e · N'Guemo 73e |     |           | Spectateurs : 14 032 Arbitrage : Bruno Coué | Spectateurs : 14 032 Arbitrage : Bruno Coué |
| 19:00           | Rapport                                      |     |           | Spectateurs : 14 032 Arbitrage : Bruno Coué | Spectateurs : 14 032 Arbitrage : Bruno Coué |

| 30 octobre 2007 | AJ Auxerre                                                                                          | 6–2 a.p. | OGC Nice                                                                     | 19:00 - Stade de l'Abbé-Deschamps, Auxerre       |                                                  |
| 19:00           | Pedretti 6e · Lejeune 65e · Oliech 90+2e · Maoulida 105e · Oliech 110e · Jeleń 115e · Maoulida 118e |          | Ederson 16e (pen.) · Ederson 21e · Bamogo 45+1e · Hellebuyck 45+2e · Job 84e | Spectateurs : 9 752 Arbitrage : Hervé Piccirillo | Spectateurs : 9 752 Arbitrage : Hervé Piccirillo |
| 19:00           | Rapport                                                                                             |          |                                                                              | Spectateurs : 9 752 Arbitrage : Hervé Piccirillo | Spectateurs : 9 752 Arbitrage : Hervé Piccirillo |

| 30 octobre 2007 | Olympique de Marseille                     | 2–2 a.p.        | FC Metz                                                         | 21:00 - Stade Vélodrome, Marseille             |                                                |
| 21:00           | Niang 94e · Cissé 105e                     |                 | Delgado 61e · N'Diaye 96e · Bong 113e · Baldé 120e · Baldé 120e | Spectateurs : 21 389 Arbitrage : Philippe Kalt | Spectateurs : 21 389 Arbitrage : Philippe Kalt |
| 21:00           | Rapport                                    |                 |                                                                 | Spectateurs : 21 389 Arbitrage : Philippe Kalt | Spectateurs : 21 389 Arbitrage : Philippe Kalt |
| 21:00           | Niang · Valbuena · Ziani · Cheyrou · Cissé | Tirs au but 5–4 | Agouazi · Pjanić · N'Diaye · Bong · Bassong                     | Spectateurs : 21 389 Arbitrage : Philippe Kalt | Spectateurs : 21 389 Arbitrage : Philippe Kalt |

| 31 octobre 2007 | AS Monaco                 | 1–2 | RC Lens                                                                                     | 17:00 - Stade Louis-II, Monaco                  |                                                 |
| 17:00           | Piquionne 67e · Perez 81e |     | Boukari 15e · Coulibaly 35e · Demont 41e · Kovačević 58e · Carrière 83e · Monterrubio 90+2e | Spectateurs : 8 604 Arbitrage : Philippe Malige | Spectateurs : 8 604 Arbitrage : Philippe Malige |
| 17:00           | Rapport                   |     |                                                                                             | Spectateurs : 8 604 Arbitrage : Philippe Malige | Spectateurs : 8 604 Arbitrage : Philippe Malige |

| 31 octobre 2007 | Stade rennais FC | 0–2 | Valenciennes FC                                | 18:00 - Stade de la route de Lorient, Rennes |                                              |
| 18:00           |                  |     | Traoré 24e · Sebo 37e · Pujol 75e · Traoré 89e | Spectateurs : 14 748 Arbitrage : Éric Poulat | Spectateurs : 14 748 Arbitrage : Éric Poulat |
| 18:00           | Rapport          |     |                                                | Spectateurs : 14 748 Arbitrage : Éric Poulat | Spectateurs : 14 748 Arbitrage : Éric Poulat |

| 31 octobre 2007 | Paris SG                                             | 2–0 | Montpellier HSC | 19:00 - Parc des Princes, Paris                  |                                                  |
| 19:00           | Pauleta 6e · Mendy 44e · Clément 84e · Pauleta 90+3e |     | NGambi 90+2e    | Spectateurs : 22 925 Arbitrage : Stéphane Lannoy | Spectateurs : 22 925 Arbitrage : Stéphane Lannoy |
| 19:00           | Rapport                                              |     |                 | Spectateurs : 22 925 Arbitrage : Stéphane Lannoy | Spectateurs : 22 925 Arbitrage : Stéphane Lannoy |

| 31 octobre 2007 | SM Caen                    | 1–3 | Olympique lyonnais                                    | 21:00 - Stade Michel-d'Ornano, Caen             |                                                 |
| 21:00           | Grandin 30e · Hengbart 67e |     | Keita 14e · Réveillère 37e · Bodmer 76e · Benzema 89e | Spectateurs : 16 332 Arbitrage : Damien Ledentu | Spectateurs : 16 332 Arbitrage : Damien Ledentu |
| 21:00           | Rapport                    |     |                                                       | Spectateurs : 16 332 Arbitrage : Damien Ledentu | Spectateurs : 16 332 Arbitrage : Damien Ledentu |

| 1er novembre 2007 | Chamois niortais FC | 0–3 | Le Mans UC                                                    | Stade René-Gaillard, Niort                    |                                               |
| 20:45             |                     |     | De Melo 40e · Louvion 51e, 54e · Gervinho 65e · Le Tallec 87e | Spectateurs : 4 005 Arbitrage : Bruno Ruffray | Spectateurs : 4 005 Arbitrage : Bruno Ruffray |
| 20:45             | Rapport             |     |                                                               | Spectateurs : 4 005 Arbitrage : Bruno Ruffray | Spectateurs : 4 005 Arbitrage : Bruno Ruffray |

### Quarts de finale
Le lieu des rencontres a été tiré au sort le 5 novembre 2007.
| 16 janvier 2008 | Le Mans UC                            | 1–0 | Olympique lyonnais | Stade Léon-Bollée, Le Mans                    |                                               |
| 15:00           | Baal 23e · Matsui 29e · Douillard 55e |     | Toulalan 52e       | Spectateurs : 8 000 Arbitrage : Fredy Fautrel | Spectateurs : 8 000 Arbitrage : Fredy Fautrel |
| 15:00           | Rapport                               |     |                    | Spectateurs : 8 000 Arbitrage : Fredy Fautrel | Spectateurs : 8 000 Arbitrage : Fredy Fautrel |

| 16 janvier 2008 | Paris SG                                                                 | 4–0 | Valenciennes FC | Parc des Princes, Paris                                |                                                        |
| 17:00           | Pauleta 1re (pen.) · Yepes 6e · Pauleta 29e · Diané 54e 61e · Rothen 67e |     | Rippert 9e      | Spectateurs : 18 771 Arbitrage : Jean-Charles Cailleux | Spectateurs : 18 771 Arbitrage : Jean-Charles Cailleux |
| 17:00           | Rapport                                                                  |     |                 | Spectateurs : 18 771 Arbitrage : Jean-Charles Cailleux | Spectateurs : 18 771 Arbitrage : Jean-Charles Cailleux |

| 16 janvier 2008 | RC Lens                                                           | 3–0 | AS Nancy-Lorraine          | Stade Félix-Bollaert, Lens                       |                                                  |
| 19:00           | Kovačević 9e · Demont 16e · Maoulida 44e · Monterrubio 59e (pen.) |     | Sauget 12e · Berenguer 19e | Spectateurs : 18 329 Arbitrage : Lionel Jaffredo | Spectateurs : 18 329 Arbitrage : Lionel Jaffredo |
| 19:00           | Rapport                                                           |     |                            | Spectateurs : 18 329 Arbitrage : Lionel Jaffredo | Spectateurs : 18 329 Arbitrage : Lionel Jaffredo |

| 16 janvier 2008 | AJ Auxerre     | 1–0 | Olympique de Marseille | Stade de l'Abbé-Deschamps, Auxerre            |                                               |
| 21:00           | Pedretti 90+1e |     |                        | Spectateurs : 13 006 Arbitrage : Stéphane Bré | Spectateurs : 13 006 Arbitrage : Stéphane Bré |
| 21:00           | Rapport        |     |                        | Spectateurs : 13 006 Arbitrage : Stéphane Bré | Spectateurs : 13 006 Arbitrage : Stéphane Bré |

### Demi-finales
Le lieu des rencontres a été tiré au sort le 17 janvier 2008.
| 26 février 2008 | Paris SG                            | 3–2 | AJ Auxerre                                        | Parc des Princes, Paris                      |                                              |
| 21:00           | Yepes 31e · Pauleta 43e · Mendy 79e |     | Pedretti 50e · Landreau 75e (csc) · Quercia 90+3e | Spectateurs : 32 198 Arbitrage : Eric Poulat | Spectateurs : 32 198 Arbitrage : Eric Poulat |
| 21:00           | Rapport                             |     |                                                   | Spectateurs : 32 198 Arbitrage : Eric Poulat | Spectateurs : 32 198 Arbitrage : Eric Poulat |

| 27 février 2008 | Le Mans UC                                                         | 4–5 a.p. | RC Lens                                                                                 | Stade Léon-Bollée, Le Mans                      |                                                 |
| 21:00           | Gervinho 22e · Yebda 33e 45e · Baša 39e · Matsui 66e · De Melo 67e |          | De Melo 36e (csc) · Rémy 45+1e · Dindane 53e · Pelé 64e (csc) · Hilton 74e · Keita 117e | Spectateurs : 13 228 Arbitrage : Bertrand Layec | Spectateurs : 13 228 Arbitrage : Bertrand Layec |
| 21:00           | Rapport                                                            |          |                                                                                         | Spectateurs : 13 228 Arbitrage : Bertrand Layec | Spectateurs : 13 228 Arbitrage : Bertrand Layec |

### Finale

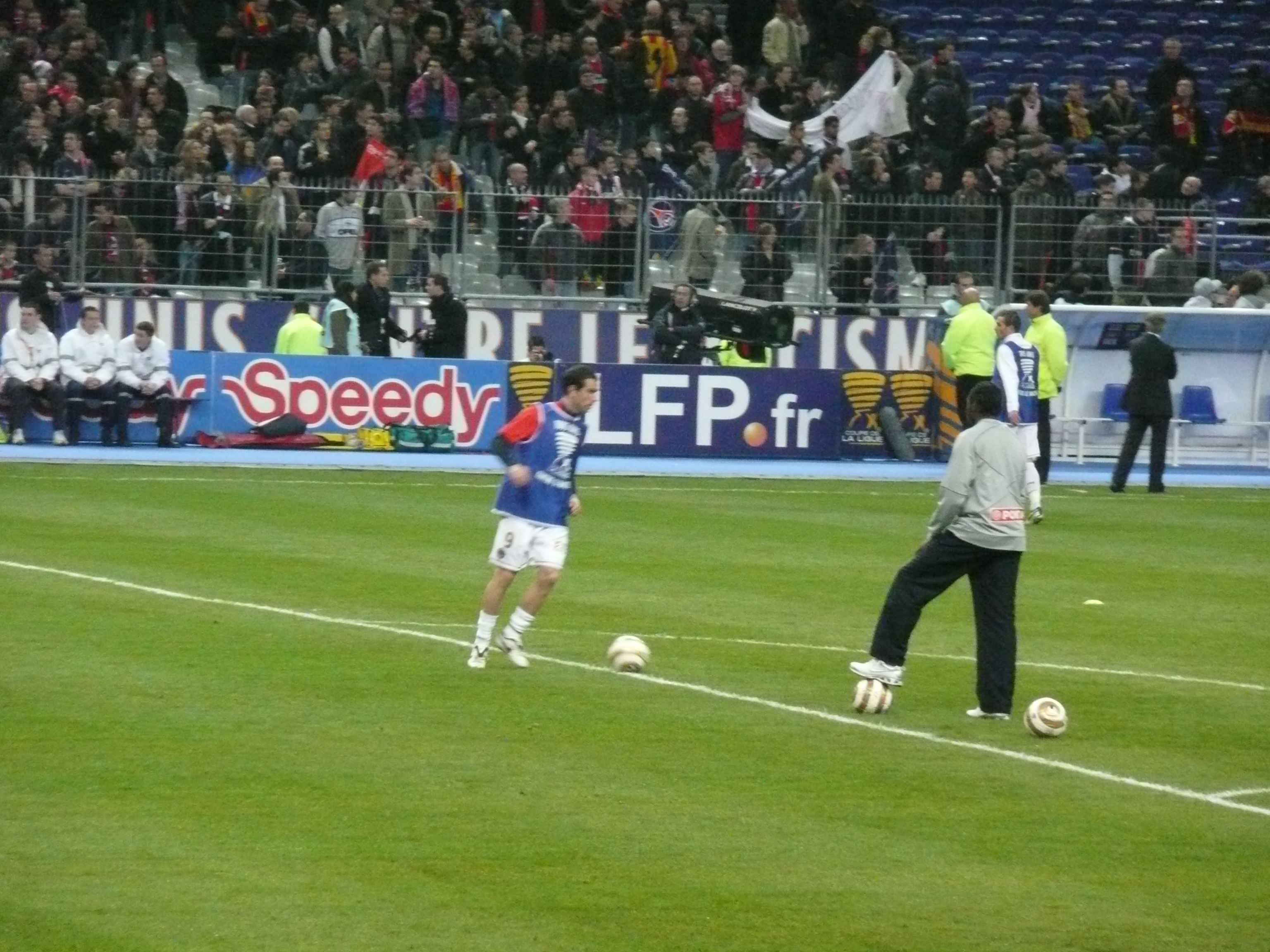
Pedro Miguel Pauleta, à l'échauffement avant la finale.

La finale a eu lieu le 29 mars 2008 au Stade de France (Saint-Denis), et a opposé le Racing Club de Lens au Paris Saint-Germain FC. Le Paris Saint-Germain FC, vainqueur de la rencontre grâce à des buts de Pedro Miguel Pauleta et de Bernard Mendy, se qualifie pour le 1er tour de la Coupe UEFA 2008-2009.
Pauleta finit meilleur buteur de la compétition avec six buts et réussit la performance de marquer au moins un but à chaque tour de coupe.
| Samedi 29 mars 2008 | RC Lens           | 1 - 2   | Paris Saint-Germain FC                   | Stade de France, Saint-Denis                     |                                                  |
|                     | Éric Carrière 51e | (0 - 1) | 19e Pauleta · 90+3e (pen.) Bernard Mendy | Spectateurs : 78 741 Arbitrage : Laurent Duhamel | Spectateurs : 78 741 Arbitrage : Laurent Duhamel |
|                     | Rapport           |         |                                          | Spectateurs : 78 741 Arbitrage : Laurent Duhamel | Spectateurs : 78 741 Arbitrage : Laurent Duhamel |

| RC Lens           |    |                     |  |     |        |
|                   |    |                     |  |     |        |
| Gardien de but    | 16 | Ronan Le Crom       |  |     |        |
|                   | 3  | Vitorino Hilton     |  |     | 90e+ 3 |
|                   | 4  | Adama Coulibaly     |  |     |        |
|                   | 11 | Nadir Belhadj       |  |     |        |
|                   | 15 | Fabien Laurenti     |  |     | 36e    |
|                   | 6  | Kader Mangane       |  |     |        |
|                   | 10 | Éric Carrière       |  |     |        |
|                   | 23 | Nenad Kovacevic     |  |     |        |
|                   | 8  | Toifilou Maoulida   |  | 84e |        |
|                   | 9  | Loïc Rémy           |  | 13e |        |
|                   | 14 | Kévin Monnet-Paquet |  | 68e |        |
| Remplaçants :     |    |                     |  |     |        |
|                   | 1  | Vedran Runje        |  |     |        |
|                   | 2  | Marco Ramos         |  |     |        |
|                   | 26 | Yohan Demont        |  | 84e |        |
|                   | 21 | Sidi Keita          |  |     |        |
|                   | 28 | Julien Sablé        |  |     |        |
|                   | 18 | Olivier Monterrubio |  | 13e |        |
|                   | 27 | Aruna Dindane       |  | 68e |        |
| Entraineur :      |    |                     |  |     |        |
| Jean-Pierre Papin |    |                     |  |     |        |

| Paris Saint-Germain FC |    |                      |     |     |     |
|                        |    |                      |     |     |     |
| Gardien de but         | 1  | Mickaël Landreau     |     |     |     |
|                        | 2  | Marcos Ceará         |     |     |     |
|                        | 3  | Mamadou Sakho        |     |     |     |
|                        | 15 | Zoumana Camara       |     |     |     |
|                        | 22 | Sylvain Armand       |     |     |     |
|                        | 24 | Grégory Bourillon    |     |     |     |
|                        | 20 | Clément Chantôme     |     | 64e | 55e |
|                        | 23 | Jérémy Clément       |     |     |     |
|                        | 25 | Jérôme Rothen        |     |     |     |
|                        | 9  | Pedro Miguel Pauleta | 66e |     |     |
|                        | 11 | Amara Diané          |     |     |     |
| Remplaçants :          |    |                      |     |     |     |
|                        | 16 | Jérôme Alonzo        |     |     |     |
|                        | 5  | Bernard Mendy        | 64e |     |     |
|                        | 17 | Larrys Mabiala       |     |     |     |
|                        | 10 | Souza                |     |     |     |
|                        | 7  | Peguy Luyindula      |     | 66e |     |
|                        | 14 | David Ngog           |     |     |     |
|                        | 18 | Loris Arnaud         |     |     |     |
| Entraineur :           |    |                      |     |     |     |
| Paul Le Guen           |    |                      |     |     |     |

## Polémique
En marge de la compétition, la finale a fait parler d'elle à cause de supporters du PSG qui avaient déployé une banderole qui s'adressait aux supporters adverses : « Pédophiles, Chômeurs, Consanguins, Bienvenue chez les Ch'tis », référence au film de Dany Boon, qui battait alors tous les records d'entrées. De nombreuses personnes ont par la suite fait part de leur indignation et des plaintes ont été déposées de la part de la FFF, de la LFP, des deux clubs et du député-maire de Lens Guy Delcourt, alors que le Président Nicolas Sarkozy, présent, a condamné la banderole,. Le Paris Saint-Germain fut dans un premier temps interdit de participer à l'édition suivante de la Coupe de la Ligue, mais les sanctions furent levées. Judiciairement, cinq personnes furent condamnées à de la prison avec sursis.
Le journaliste de So Foot, Joachim Barbier, considère en 2012 que la polémique fut un « pataquès », alors que « ce n'est qu'une vanne plus ou moins réussie. ». 